# 阿尔科莱哈
阿尔科莱哈，是西班牙巴伦西亚自治区阿利坎特省的一个市镇。总面积15km2，总人口251人（2001年），人口密度17人/km2。